# Varshons
Varshons — девятый студийный альбом американской рок-группы The Lemonheads, которая исполняет кавер-версии. Он был выпущен 23 июня 2009 года на лейбле The End Records. В поддержку альбома состоялся тур по США в июне 2009 года и тур по Великобритании в сентябре 2009 года. С января по март 2010 года Dando отправилась в тур по США.
Продюсером альбома выступил фронтмен Butthole Surfers Гибби Хейнс. В альбом вошли треки от Джи-Джи Аллина, Wire, Leonard Cohen и Christina Aguilera. В качестве гостей выступила актриса Лив Тайлер в песне Леонарда Коэна «Hey, That’s No Way to Say Goodbye», а также модель Кейт Мосс в песне Arling & Cameron «Dirty Robot». Гитарист The Only Ones Джон Перри принял участие в пяти треках.
Обложка от Марка Дэгли. Передняя обложка напоминает дизайн спирографа, а задняя — дань уважения задней обложке Never Mind the Bollocks, Here’s the Sex Pistols, единственного студийного альбома британской панк-группы Sex Pistols, вышедшего в 1977 году и признанного классикой рок-музыки.
Онлайн-издания альбома содержат бонус-трек — кавер-версию песни Тима Хардина «How Can We Hang On to a Dream».

## История
В течение многих лет Гибби Хейнса, лидер Butthole Surfers, подсовывал микстейпы Эвана Дандо, а лидер Lemonheads отдаёт дань уважения Varshons, альбомом каверов, в основном состоящим из песен с этих кассет и спродюсированным Хейнсом. На первый взгляд это сочетание может показаться странным, но Гибби и Эван оба старые хардкор-панки со вкусом ко всему странному. Эван, возможно, пересёк больше, чем Гибби, который сделал карьеру на странностях, но он так и не отказался от странностей, даже Come on Feel the Lemonheads рухнули во мраке «The Jello Fund».

## Отзывы
| Оценки критиков  | Оценки критиков |
| Источник         | Оценка          |
| ---------------- | --------------- |
| AllMusic         | [ 1 ]           |
| The A.V. Club    | C+              |
| Drowned in Sound | [ 7 ]           |
| Pitchfork        | 4.7/10          |
| Planet Sound     | [ 9 ]           |
| PopMatters       | [ 10 ]          |

Альбом получил в целом положительные отзывы от современных музыкальных критиков.
Стивен М. Дойснер написал рецензию в Pitchfork, где указал: «Начиная с самых ранних альбомов, бостонская группа сделала каверы краеугольным камнем своих концертов и альбомов, так что вы можете собрать довольно обширную ретроспективу, основанную полностью на их трактовках песен». Автор обзора также выделил один из треков как лучший: «Почти иронично, что лучший кавер здесь также является наименее непонятным. „Beautiful“ Линды Перри становится стандартом 2000-х; Первоначально исполненная Кристиной Агилерой, она была перепета Клемом Снайдом, All-American Rejects и Элвисом Костелло. Но здесь Дандо делает её своей, даже если это означает, что он заставляет её звучать так, будто она играет поверх финальных титров Empire Records. Это идеальное соответствие между певцом и песней, удивительный момент, который почти компенсирует беспорядок, который был до этого. Почти».
Стивен Томас Эрлевайн из AllMusic отметил, что «Varshons, несомненно, самая странная запись Lemonheads за последние, может быть, два десятилетия, и это не так уж и случайно одна из их лучших записей, расположенная между рваным, бесформенным беспорядком их самых ранних записей и непреходящей любовью Дандо к сладко выветренному кантри-року. Грэм Парсонс, давний кумир Эвана, появляется на Varshons, как и Таунс Ван Зандт, но более верное указание на искажённый солнцем дух альбома заключается в том, как Lemonheads переделывают „Fragile“ Wire в кантри-рок или как „Layin' Up with Linda“ скандального рокера Джи-Джи Аллина преобразовывается в убийственную балладу, которая находит отклик. Но Varshons не полностью кантри — там есть толстый слой техасской психоделической дымки, довольно изобретательная интерпретация „Beautiful“ Кристины Агилеры, дуэт с Лив Тайлер на „Hey That’s No Way to Say Goodbye“ Леонарда Коэна и, выскочив из ниоткуда, жёсткая тренировка новой волны под названием „Dirty Robot“ с Кейт Мосс на ведущем вокале. Это чувство приключения связывает Varshons с ранними записями Lemonheads, но группа сочетает этот дух с исключительно интуитивными способностями интерпретации Дандо, превращая альбом в своего рода грубую, неотшлифованную жемчужину».

## Список композиций
Источник
| #   | Название                                   | Автор                                                     | Оригинальный исполнитель    | Время |
| --- | ------------------------------------------ | --------------------------------------------------------- | --------------------------- | ----- |
| 1.  | «I Just Can’t Take It Anymore»             | Gram Parsons                                              | Gram Parsons                | 3:02  |
| 2.  | «Fragile»                                  | Bruce Gilbert, Graham Lewis, Colin Newman, Robert Gotobed | Wire                        | 1:19  |
| 3.  | «Layin' Up with Linda»                     | GG Allin                                                  | GG Allin                    | 2:17  |
| 4.  | «Waiting Around to Die»                    | Townes Van Zandt                                          | Townes Van Zandt            | 2:22  |
| 5.  | «The Green Fuz»                            | Randy Alvey, Les Dale                                     | Randy Alvey & The Green Fuz | 2:48  |
| 6.  | «Yesterlove»                               | Ian Willis                                                | Sam Gopal                   | 4:30  |
| 7.  | «Dirty Robot»                              | Gerry Arling, Richard Cameron                             | Arling & Cameron            | 2:54  |
| 8.  | «Dandelion Seeds»                          | July                                                      | July                        | 3:31  |
| 9.  | «New Mexico»                               | FuckEmos                                                  | FuckEmos                    | 3:41  |
| 10. | «Hey, That's No Way to Say Goodbye»        | Leonard Cohen                                             | Leonard Cohen               | 3:04  |
| 11. | «Beautiful»                                | Linda Perry                                               | Christina Aguilera          | 3:45  |
| 12. | «How Can We Hang On?» (Online Bonus Track) | Tim Hardin                                                | Tim Hardin                  | 1:56  |